# Loi Salduz
Lire en ligne

Texte sur le site du Moniteur belge.

Loi Franchimont
En droit belge, la loi dite "Salduz" du 13 août 2011 est une loi de mise en conformité de la procédure pénale avec la jurisprudence de la Cour européenne des droits de l'homme et plus précisément l'arrêt éponyme : l'arrêt Salduz.
Cette loi comme son titre l'indique « impose en principe la présence d’un avocat aux côtés de tout suspect interrogé, spécialement lorsqu’il est privé de liberté ». Elle est entrée en vigueur le 1er janvier 2012.

## Avant et après Salduz
Initialement, les conditions dans lesquelles un suspect est entendu par les services de police en Belgique étaient uniquement définies par la loi Franchimont, entrée en vigueur en octobre 1998. Cet état de fait est modifié par l'entrée en vigueur le 1er janvier 2012 de la loi Salduz, qui vient implémenter dans le système judiciaire belge la décision de la cour européenne des droits de l'homme.
Cette modification permet au suspect de demander l'assistance d'un avocat avec qui il pourra avoir une concertation confidentielle préalable à l'audition d'une durée de trente minutes. Elle permet également à l'avocat d'assister à la première audition.
En mars 2011, préalablement à son entrée en vigueur, le Commissaire Divisionnaire de la police fédérale, Paul Van Thielen, critique l'arrêt Salduz en faisant état du fait que cela aura pour conséquence de ralentir les enquêteurs dans leur travail lors des deux heures d'attente avant qu'un avocat se présente sur place et lors de la concertation confidentielle. Mais également que cela limitera le nombre de policiers sur le terrain. Il estime le coût supplémentaire pour les services de police de 13 millions d'euros par an. Il propose de limiter les changements de la loi Salduz aux seuls crimes susceptibles d'être jugés par la cour d'assise.
Le 14 février 2013 la cour constitutionnelle, saisie par la ligue des droits de l'homme, rend un jugement modifiant quelque peu la loi Salduz, à savoir qu'à présent les personnes entendues en qualité de suspect sans privation de liberté doivent expressément être informées qu'elles peuvent quitter les locaux de police à tout moment, la loi est également élargie à certaines infractions de roulage. Une partie des pourvois de la ligue des droits de l'homme ne sont pas suivis, laquelle demandait notamment la présence d'un avocat pour les témoins ou encore l'accès au dossier répressif avant même l'audition.

## En pratique
Dans la pratique, en Belgique, plusieurs catégories Salduz ont été mises en place pour bien délimiter les droits accordés à chaque personne entendue vont de I à IV. Le tableau ci-dessous reprend ces dernières en spécifiant les droits qui leur sont accordés.
Il est à noter qu'en plus de ces droits, tous ceux accordés par la loi Franchimont restent d'application.
| Catégories | Concerne | Droits supplémentaires accordés par la loi Salduz | Renonciation |
| ---------- | --- | --- | --- |
| Salduz I   | Les victimes, civilement responsables, sources et témoins, à qui aucune infraction n'est imputable.                                                              | - Information succincte donnée à la personne sur les faits pour lesquels elle est entendue. - Personne informée qu'elle n'est pas obligée de s'accuser elle-même. | |
| Salduz II  | Suspects, non privés de liberté, d'une infraction passible d'une peine de prison de moins d'un an, non susceptible de mener à la délivrance d'un mandat d'arrêt. | - Droits accordés à la catégorie I. - Droit de garder le silence. - Droit de recevoir une déclaration écrite des droits accordés par la loi Salduz. - Droit d'aller et venir en sa qualité de suspect « non privé de sa liberté ». | |
| Salduz III | Suspects, non privés de liberté, d'une infraction passible d'une peine de prison d'un an ou plus, susceptible de mener à la délivrance d'un mandat d'arrêt.      | - Droits accordés aux catégories I et II. - Droit à la concertation avec un avocat préalablement à l'audition. | - La personne peut renoncer au droit à la concertation en signant un document écrit, pour peu qu'elle soit majeure. En effet, un mineur ne peut faire usage de la renonciation.     |
| Salduz IV  | Les suspects, privés de liberté, d'une infraction quelle qu'elle soit.                                                                                           | - Information succincte donnée à la personne sur les faits pour lesquels elle est entendue. - Personne informée qu'elle n'est pas obligée de s'accuser elle-même. - Droit de garder le silence. - Droit de recevoir une déclaration écrite des droits accordés par la loi Salduz. - Droit à la concertation confidentielle avec un avocat pour une durée de 30 minutes préalablement à l'audition. - Assistance de l'avocat lors de l'audition. - Concertation confidentielle supplémentaire durant l'audition, à la demande du suspect ou de l'avocat, pour une durée maximum de 30 minutes. | - La personne peut renoncer au droit à la concertation confidentielle et à l'assistance de l'avocat durant l'audition, en signant un document écrit, pour peu qu'elle soit majeure. |